# Hannah Greg

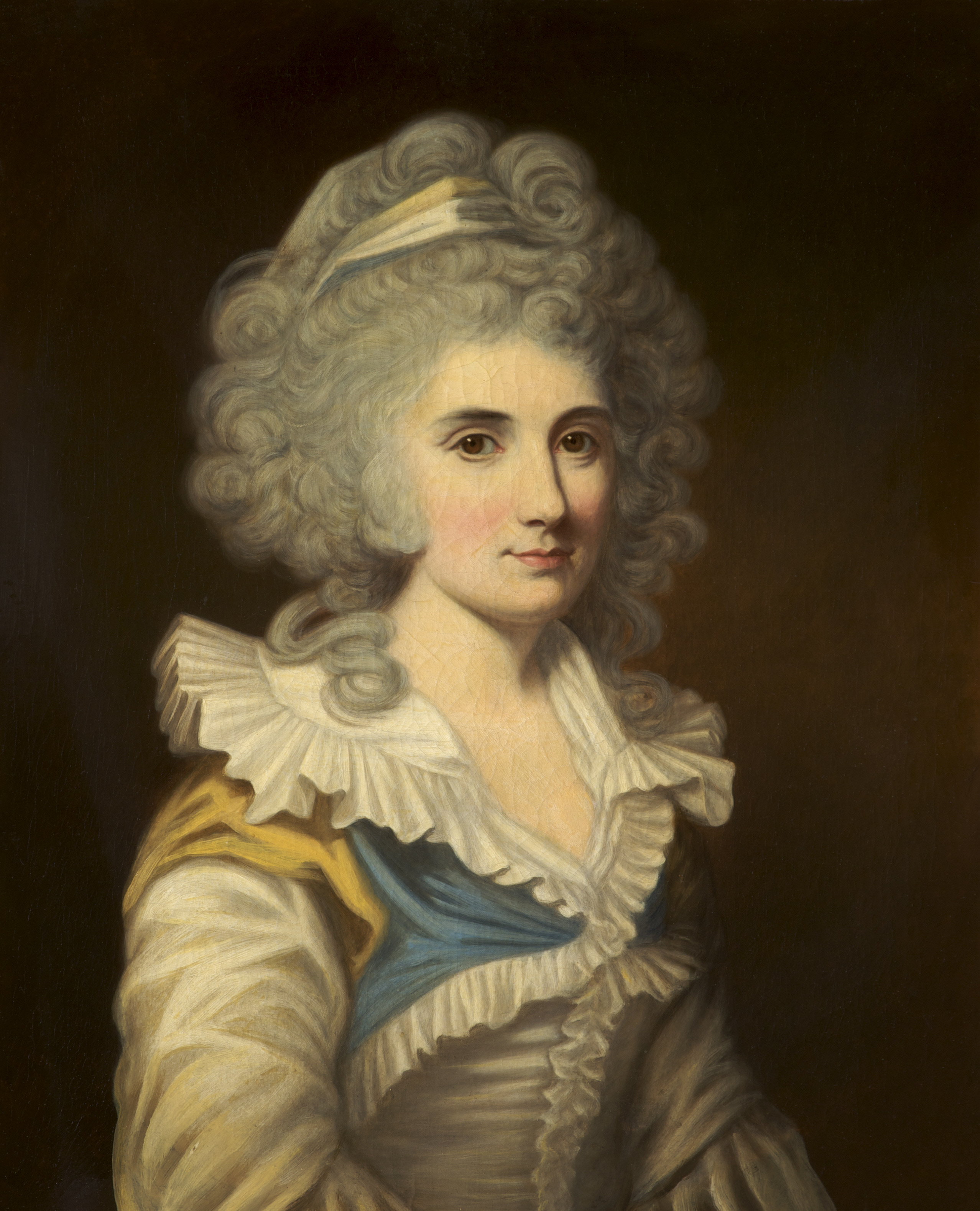
Hannah Greg, Gemälde von Richard Cosway

Hannah Greg, geborene Lightbody (* 1766 in Liverpool; † 4. Februar 1828 in Styal, Cheshire), war eine britische Unternehmersfrau, prominente Unitarierin und bedeutende Tagebuchschreiberin. Zusammen mit ihrem Ehemann Samuel Greg war sie die Architektin einer paternalistischen Industriegemeinschaft im Norden Englands, der Quarry Bank Mill. Während ihr Mann neue Wege für den Betrieb einer Tuchfabrik beschritt, kümmerte sie sich um die Unterbringung und die Arbeitsbedingungen der Angestellten, einschließlich der Erziehung der Arbeiterkinder. Die Gregs galten für die damalige Zeit als aufgeklärte Arbeitgeber.

## Leben
Lightbody wurde 1766 als Tochter eines wohlhabenden unitarischen Liverpooler Kaufmanns, Adam Lightbody (1729–1778), und Elizabeth Tylston (1735–1801) geboren, die aus einer prominenten Dissidentenfamilie stammte.
Hannah war das jüngste der drei überlebenden Kinder, allesamt Mädchen. Sie war elf Jahre alt und besuchte die Henry Holland's School im nahe gelegenen Ormskirk, als ihr Vater starb und ihr ein Drittel seines Vermögens hinterließ, das bis zu ihrem 21. Geburtstag von einem Treuhänder verwaltet wurde.
Als sie sechzehn war, lud ihr Cousin Thomas Rogers sie in sein Haus am Newington Green ein, einem Dorf ein paar Meilen nördlich der City of London. Er hatte Kinder in ähnlichem Alter (darunter Samuel Rogers, später ein bedeutender Literat), so dass sie eine Meile weiter nördlich in Stoke Newington die Schule von Fleetwood House besuchen konnte (in Kreisen der English Dissenters war es „ein neues, aber wichtiges Ziel, Töchter wie Söhne auszubilden“) und mit der Familie den Gottesdienst in der Unitarian Church on the Green besuchen konnte. Thomas Rogers war einer der führenden Vertreter der Londoner Rationalisten, und in den beiden Nachbardörfern lebten viele Quäker und Nonkonformisten, darunter auch diejenigen, die die Society for Effecting the Abolition of the Slave Trade gegründet hatten. Die Familie Rogers wohnte neben Richard Price, dem gut vernetzten Pfarrer, bei dem Mary Wollstonecraft zu Besuch war. Lightbody lernte das Debattieren und las viel im Rahmen eines kritischen Unitarismus.S. 24–26 Wahrscheinlich entstand während dieses Aufenthalts in der Nähe von London ein Porträt von Lightbody, das heute im Archiv von Quarry Bank Mill aufbewahrt wird.
Ihre Verbindung zu Price könnte später für ihre Schwägerin Jane Greg der Einstieg in seinen radikalen Kreis gewesen sein.
Lightbody kehrte nach Liverpool zurück. Die Ehemänner ihrer Schwestern, Thomas Hodgson und John Pares, investierten in eine Baumwollspinnerei in Caton-with-Littledale bei Lancaster. Pares hatte praktische Erfahrungen mit Arkwrights Waterframes gesammelt und focht die Erneuerung des Patents an. Ein Mann namens Samuel Greg hatte einen ähnlichen Standort am Fluss Bollin in der Nähe von Wilmslow gefunden und eine Mühle in Quarry Bank gebaut.S. 28 Greg war 1758 in Belfast geboren worden; die Tatsache, dass er als Ire bekannt war, war ein weiteres Hindernis für sein Fortkommen.S. 33, 36  Sein Vater war ein Schiffseigner, der Land in Westindien besaß und dreizehn Kinder zu versorgen hatte. Er schickte zwei seiner Söhne, Thomas und Samuel, zu Verwandten nach England; Samuel Greg wurde im Alter von acht Jahren von seinem Onkel mütterlicherseits, Robert Hyde, einem Textilhändler und -fabrikanten, adoptiert. Samuel begann 1778 in der Firma zu arbeiten und wurde 1782 Teilhaber. Robert starb bald darauf und sein Bruder Nathaniel zog sich zurück. Mit 24 Jahren verfügte Samuel über ein Vermögen von 26000 Pfund. Er besaß eine Webstube in Eyam und baute 1784 die Quarry Bank Mill in Styal, um eine sichere Quelle für Garn zu haben. Die Quarry Bank Mill war rentabel und Greg suchte eine Frau.S. 28
Hannah Lightbody und Samuel Greg heirateten 1789, und sie verließ Liverpool, um sich in Manchester eine Existenz aufzubauen. In ihrer ehelichen Wohnung in der King Street 35 lernte sie, einen Haushalt zu führen, und bewirtete schon bald die Mitglieder der Manchester Literary and Philosophical Society nach deren Versammlungen.S. 98f. Im Jahr 1800 zogen die Gregs in das Quarry Bank House neben der Mühle.S. 30
Sie stellte ihren Mann, der als Presbyterianer aufgewachsen war, den Unitariern vor, die die Cross Street Chapel in Manchester besuchten. Er nahm ihren Glauben an. Ihr nonkonformistischer religiöser Glaube verschaffte den Gregs wichtige Geschäftskontakte und ein einflussreiches Netzwerk von Handels- und Bankfamilien in Manchester und Liverpool, da viele der großen Industriellen Unitarier waren.S. 5
Im Laufe der Jahre besaß die Familie Greg Mühlen in Reddish, Calver, Bowlas, Bollington, Lancaster und Caton. Auf dem Landgut Escowbeck in Caton errichteten sie ihr eigenes Observatorium.
Hannah und Samuel Greg hatten dreizehn Kinder, sieben Töchter und sechs Söhne. Vier ihrer Söhne, Robert Hyde (1795–1875), John (1801–1882), Samuel Jr. (1804–1876) und William Rathbone (1809–1881), traten in das Geschäft ein. Elizabeth Greg (1790–1882) heiratete William Rathbone V., der aus einer Liverpooler Kaufmannsfamilie stammte.

## Quarry Bank Mill

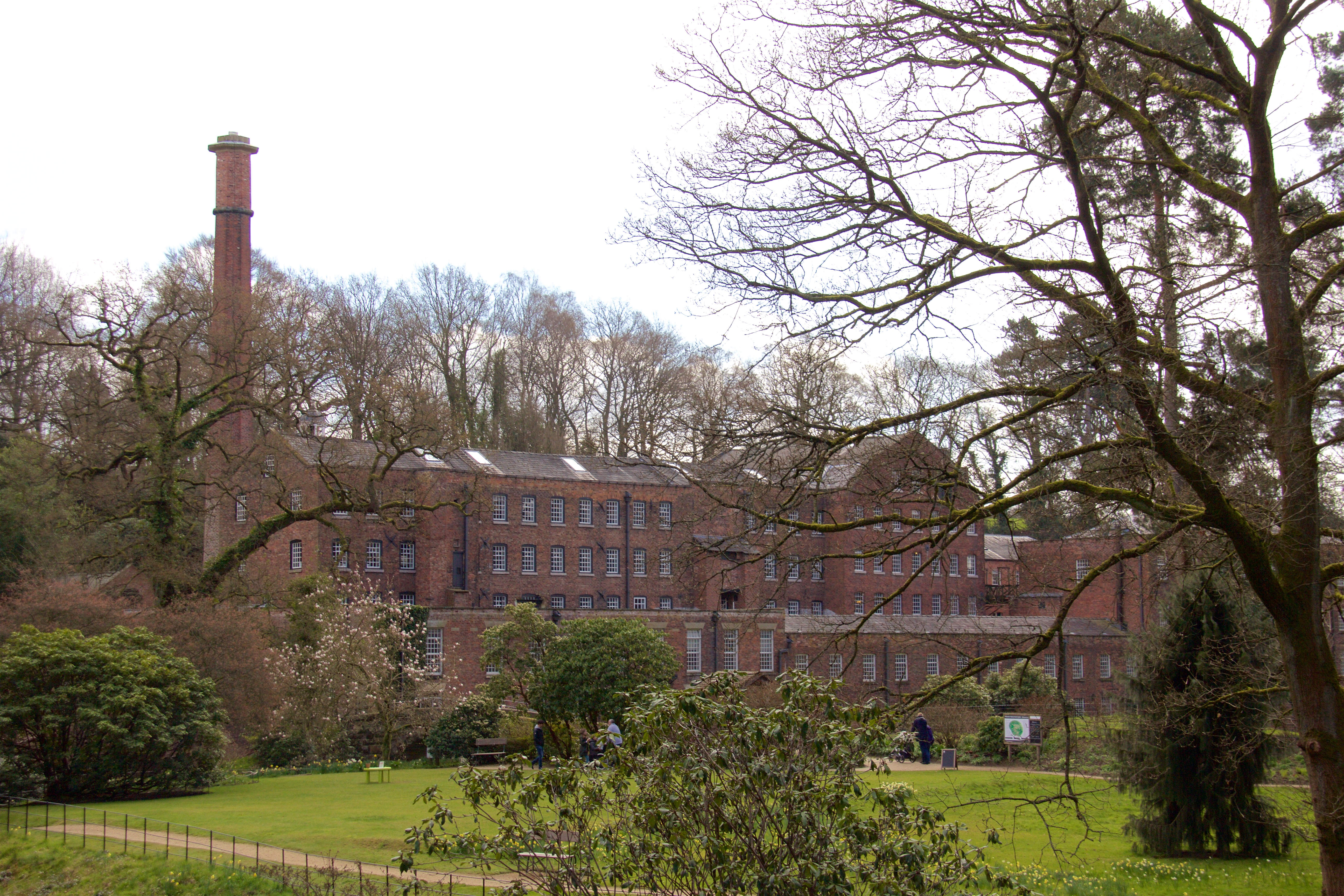
Quarry Bank Mill

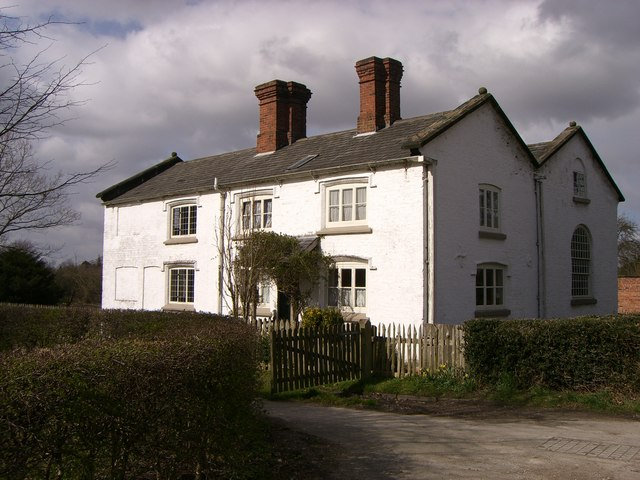
Lehrlingshaus für Kinder, Quarry Bank Mill, Baujahr 1790

Samuel hatte die Quarry Bank Mill in Styal gepachtet und einen Bauernhof in der Nähe als Sommerhaus auf dem Land für die Kinder erworben. Um 1800 wohnte die Familie direkt neben der Fabrik.
In der Baumwollspinnerei arbeiteten zum Teil parish apprentices, in einem System, das Ähnlichkeiten mit der Leibeigenschaft aufwies. Es geht auf das elisabethanische Armengesetz zurück und diente dazu, uneheliche, verlassene und verwaiste Kinder (Findelkinder) zu versorgen. Danach konnten diese Kinder aus der „Obhut“ der Armenfürsorge in den Arbeitshäuser in die „Obhut“ der frühindustriellen Textilunternehmer wechseln konnten. Viele der „Lehrlinge“ in Styal wurden aus den Arbeitshäusern von Liverpool, London und Newcastle-under-Lyme ausgewählt. Die Gregs sahen sich selbst als aufgeklärte Arbeitgeber; 1831 beschäftigten sie 351 freie Angestellte und 100 Kinder,S. 30 neben denen aus den Arbeitshäusern auch einige aus der Umgebung.
Als die Mühle erweitert wurde, legten die Gregs ein Modelldorf an – ein Vorläufer von Robert Owens utopischem sozialistischem Experiment in New Lanark ein Jahrzehnt später. Sie bauten Arbeiterhäuser für die lohnabhängigen Erwachsenen und ein „Lehrlingshaus“ für die Kinder, die in der Mühle arbeiteten. Im Zuge der Entwicklung der Gemeinde errichteten sie die Norcliffe Chapel, die noch heute als unitarisches Gotteshaus dient.
Die Kinder wurden von Hannah Greg beaufsichtigt, die einen Arzt, zwei Lehrer und zwei Gesangslehrer zur Verfügung stellte und im Gegenzug den wöchentlichen Besuch der anglikanischen Pfarrkirche erwartete.S. 26 Wenn sie in Styal war, erteilte sie den Mädchen den Unterricht und hielt ihnen sonntags die Predigt.S. 160f.Von den Greg-Kindern wurde erwartet, dass sie sich am Unterricht beteiligten, denn es gehörte zu Gregs Grundsätzen, dass die Menschen zusammenhalten, sparsam sein und ihre Verantwortung gegenüber anderen übernehmen sollten.
In den 1830er Jahren begann man, das Lehrlingssystem in Frage zu stellen. Greg starb am 4. Februar 1828, aber die Quarry Bank Mill behielt das System bis 1847 bei.S. 28
Die gehört Quarry Bank Mill heute dem National Trust. 2019 wurde die Quarry Bank Mill von rund 285.000 Personen besucht. 2023 betrug die Besucherzahl etwa 252.000 Personen.

## Religion und Politik
Hannahs Leben wurde vom britischen Unitarismus geprägt, die seit jeher Wert auf die Bildung von Mädchen ebenso wie von Jungen legten. Die Angehörigen dieser und ähnlicher Glaubensgemeinschaften litten bis weit ins 19. Jahrhundert hinein unter verschiedenen rechtlichen Behinderungen und waren von vielen Berufen und öffentlichen Ämtern ausgeschlossen, was bedeutete, dass ihre Energie stattdessen oft in den Handel und die Wirtschaft floss. Viele wurden als Fabrikbesitzer wohlhabend und prägten die industrielle Revolution mit. Eine weitere Ungerechtigkeit jener Zeit war, dass das Parlament vor dem Reformgesetz von 1832 nicht mit dem Wachstum und der Verstädterung des Landes Schritt gehalten hatte. Manchester, einer der größten Wirtschaftsmotoren Großbritanniens, hatte keine Abgeordneten.
Greg war der festen Überzeugung, dass Menschen außerhalb ihrer von Gott bestimmten sozialen Klasse nicht vorankommen konnten. Sie gehörte der wohlhabenden kaufmännischen Mittelschicht an, die in ihren Augen das größte Glück hatte. Sie sah es als ihre Pflicht an, sich um die Bildung ihrer Arbeiter zu kümmern, damit sie sich weiterentwickeln konnten.S. 34f.
Als sie 1794 die Verwandten ihres Mannes in Ulster besuchte, war sie von der Armut der irischen Landbevölkerung beeindruckt. In einem Brief, den sie während dieses Besuchs schrieb, zeigt sie ein gewisses Maß an Sympathie für den irischen Radikalismus, das sie möglicherweise von ihrer Schwägerin Jane Greg übernommen hatte: „[...] der Tag der Vergeltung wird gewiss kommen - England hat nicht so viel zu verantworten - aber die Verbrechen dieses Landes und die Verbrechen des alten Frankreichs schreien und werden heimgesucht werden [...] Irisch zu sein, hat schon immer ausgereicht, um bei der englischen Regierung etwas anstößig zu machen.“
Am Vorabend der irischen Rebellion von 1798 denunzierte der britische Befehlshaber General Lake Gregs Schwägerin Jane als „the most violent creature possible“ und als jemanden, die in ihrer Heimatstadt Belfast „very great [political] mischief“ gestiftet hätte. Jane Greg fand in Quarry Bank Zuflucht vor loyalistischer Vergeltung. Sie lebte bei Hannah und Samuel Greg, als sie im September 1817 starb.
Ihre Tochter Ellen erinnerte sich später daran, dass ihre Eltern nach der Rebellion besorgt waren, dass der Ruf ihrer Tante und die Briefe, die sie von Lady Londonderry (Frances Pratt, der Stiefmutter von Robert Stewart, dem Chefsekretär für Irland) besaß und die eine gegenseitige Sympathie für die Sache der Vereinigten Iren erkennen ließen, Samuel als „einzigen irischen Gentleman in der Stadt“ und damit die Gregs in Verdacht bringen könnten. Als der Druck auf den Haushalt Gregs durch die Unterdrückung nicht nur der irischen Rebellion, sondern auch der radikalen Dissidenten in England zunahm, schrieb Greg an William Rathbone Greg: „Wir werden an unserem Engagement festhalten, was auch immer geschehen mag, und ich glaube, es ist zumindest ein Mittel, um unsere Integrität zu bewahren.“